# Alena Vrzáňová
Alena "Ája" Vrzáňová (pronunciación checa: [ˈalɛna ˈaːja ˈvr̩zaːɲovaː], también Zanová / de casada, Alena Steindle, 16 de mayo de 1931 – 30 de julio de 2015) fue una deportista checa, patinadora sobre hielo que representó a Checoslovaquia en competiciones internacionales de patinaje artístico sobre hielo.
Vrzáňová fue campeona europea de patinaje artístico sobre hielo en 1950, y campeona mundial en 1949 y en 1950.
- Datos: Q440857
- Multimedia: Alena Vrzáňová / Q440857